# Santa Domenica (Placanica)
Santa Domenica è una frazione del comune di Placanica, in provincia di Reggio Calabria, distante 5km dal Comune e 8 da Titi, conosciuta come la “Piccola Lourdes Calabrese” grazie all’apparizione della Vergine avvenuta l’11 maggio 1968 a Cosimo Fragomeni.

## Storia
Un dedalo di vicoli e un reticolo di rughe incastrati a chiese e resti di antichi conventi feriti dal susseguirsi di terremoti e alluvioni, portali di pietra granitica che si aprono su vecchi palazzi, illuminati all'imbrunire, dal chiarore ambrato di lampioni artistici. È Placanica, paese dell'entroterra jonico reggino, a 250 metri di altitudine s.l.m., a 132 km da Reggio Calabria e a circa 10 dalla SS106. In una di queste case modeste, nella borgata di 'Santa Domenica', il 27 gennaio 1950 alle ore 8:00 circa, è nato Cosimo Fragomeni, primogenito di due figli dei coniugi Ilario Fragomeni e Maria Mazzà, gente umile, impegnata a coltivare la terra, ma serena e fiduciosa nell'aiuto delle pieghe più intime dell'animo e induce il peccatore a rivedere i propri comportamenti per rimettere la propria esistenza sulla retta via. Paragonato per le sue virtù profetiche e taumaturgiche al Santo di Pietrelcina, la straordinaria vita dell'umile contadino, diventato per tutti fratel Cosimo, dopo avere scelto il duro cammino della penitenza e della preghiera, in particolare di quella preghiera tanto gradita alla Madonna, il Santo Rosario, testimonia la profonda unione con Cristo sofferente che si manifesta in una amorevole carità verso i malati. Una vita, la sua, tutta mariana, spesa al servizio della Verità; e infatti, in tanti anni di annuncio coraggioso del Vangelo, con l'invito ad edificare la propria vita su Cristo, fratel Cosimo, ha invocato, per molti peccatori, il prodigio della conversione e per tanti sofferenti la guarigione. L'immagine che il mondo intero si è fatta di questo 'apostolo' del S. Rosario, è di un uomo di grande fede, umile e mite, che con la sua sofferenza, nella fragilità delle sue forze fisiche, incarna, un evangelico segno di contraddizione capace di ridestare la speranza anche nei cuori più induriti dal peccato. Piccola frazione del comune di Placanica, Santa Domenica distante dal centro circa 5 km, all'epoca, era raggiungibile a piedi o a dorso di un asino, attraverso una mulattiera che si innerva nella vallata del 'Precariti', che taglia a metà l'intero territorio comunale, un'anonima borgata 'ferita' dall'esodo di massa che aveva strappato e portato via migliaia di giovani calabresi costretti ad abbandonare affetti e fazzoletti di terra, in cerca di lavoro e di dignità. La gente rimasta aveva reagito alla fatica di vivere con orgoglio e determinazione, necessaria alle provocazioni di una esistenza di stenti e con un forte radicamento alla fede che si traduceva in una diffusa solidarietà. E fu proprio in questa famiglia, dove regnava il vicendevole rispetto e la pace, che il piccolo Cosimo trovò le profonde radici cristiane che alimentarono nelle pieghe più intime della sua anima un precoce anelito alla santità e la vocazione alla pietà cristiana. Quando Cosimo ebbe compiuto il primo mese di vita, per il battesimo, furono i nonni a portarlo nella Chiesa matrice dedicata a San Basilio Magno, a ridosso della quale si è sviluppata parte del paese: " I Fragomeni abitavano fuori dal paese in una casa poverissima e quando lo andammo a prendere la fiumara era in piena. "- ha raccontato Fioravante Monterosso, pochi anni prima di morire-" La madre, secondo la tradizione di quei tempi, non poteva andare in chiesa dopo il parto finché non fosse trascorso un certo periodo di tempo e, pertanto, andammo io e mia moglie in chiesa a fare da padrini. L'infanzia del piccolo Cosimo trascorre in serena semplicità mentre la madre, donna pia e umile, che lo educa alla fede e alle virtù cristiane, non tarda a capire che il suo non è un bambino come gli altri. Anche se conosce presto la durezza della vita, Cosimo è un bambino ubbidiente e buono, che condivide volentieri la fatica e il lavoro dei suoi cari aiutando il padre ad accudire il gregge tra radure e campagne solcate da sentieri pietrosi levigati dalla pioggia e bruciati dal sole e dove, nella quiete solenne della natura, incomincia a pregare e meditare. Uno gli aspetti più sorprendenti dei suoi primissimi anni fu, infatti, l'intimità speciale che ebbe con la Madre di Dio e la precocità con cui corrispose alla grazia: tante le circostanze straordinarie e prodigiose che scandirono la sua verde età, fatti misteriosi (non aveva ancora compiuto un anno e già il piccolo Cosimo cominciò a fare esperienza della sofferenza) che costituiranno chiare indicazioni del suo santo e luminoso avvenire. Man mano che cresceva in grazia confortato com'era dall'esempio delle virtù dei genitori, Cosimo sembrava già bramare un ideale di vita ascetica. Un'anima tesa verso l'alto che già vibrava di una speciale intima passione spirituale. Esperienze mistiche riportate fedelmente e dettagliatamente in una trentina di lettere, in alcune delle quali Cosimo Fragomeni racconta delle apparizioni della Vergine Immacolata, avvenute, dall'11 al 14 maggio 1968, all'imbrunire, mentre si accingeva a rientrare a casa dopo una giornata di duro lavoro nei campi su un enorme masso coperto da cespugli e rovi divenuto, da allora, 'Lo Scoglio delle apparizioni', meta incessante di pellegrinaggi. Una esperienza straordinaria che infiammò d'amore il cuore del giovane, all'epoca diciottenne, che accogliendo nella fede le indicazioni che la Madonna gli affidò attraverso quattro messaggi rivolti all'intera umanità, diede inizio alla straordinaria opera di evangelizzazione per la salvezza dei peccatori. Una epifania di grazia, che trasformò l'umile contadino in un testimone della carità cristiana ,capace di parlare al cuore della gente. Un esercizio costante alla santità che Cosimo, soprattutto la sera, continua nella sua stanzetta fredda e umida (che minerà il suo giovane corpo già provato dai digiuni e dalle mortificazioni) e che diventerà luogo privilegiato di tante manifestazioni mistiche straordinarie, sempre riferite dal giovane a don Rocco Gregorace, (sacerdote, all'epoca, di Placanica) che per primo ebbe il privilegio di conoscere le sue confidenze. Pur essendo senza istruzione (per aiutare in famiglia, Cosimo, sarà costretto ad interrompere gli studi in prima media) la sua lingua si distingue per le sottigliezze teologiche e per il gergo erudito. Una freschezza di linguaggio, conciso e diretto, che penetra nelle pieghe più intime dell'animo e induce il peccatore a rivedere i propri comportamenti per rimettere la propria esistenza sulla retta via. Paragonato per le sue virtù profetiche e taumaturgiche al Santo di Pietrelcina, la straordinaria vita dell'umile contadino, diventato per tutti fratel Cosimo, dopo avere scelto il duro cammino della penitenza e della preghiera, in particolare di quella preghiera tanto gradita alla Madonna, il Santo Rosario, testimonia la profonda unione con Cristo sofferente che si manifesta in una amorevole carità verso i malati. Una vita, la sua, tutta mariana, spesa al servizio della Verità; e infatti, in tanti anni di annuncio coraggioso del Vangelo, con l'invito ad edificare la propria vita su Cristo, fratel Cosimo, ha invocato, per molti peccatori, il prodigio della conversione e per tanti sofferenti la guarigione. L'immagine che il mondo intero si è fatta di questo 'apostolo' del S. Rosario, è di un uomo di grande fede, umile e mite, che con la sua sofferenza, nella fragilità delle sue forze fisiche, incarna, un evangelico segno di contraddizione capace di ridestare la speranza anche nei cuori più induriti dal peccato.

## Miracoli
Le testimonianze di grazie per intercessione della Madonna dello Scoglio e per le preghiere di fratel Cosimo sono migliaia, seriamente documentate e archiviate dalla Fondazione. Una delle più note è la seguente. Rita Tassone è nata nel 1946, è madre di 4 figli e abita sulle montagne calabresi, non molto distante in linea d’aria dallo Scoglio.
Alla soglia dei trent’anni, Rita viene ridotta gradualmente all’immobilità da un’osteomielite tifoide con sarcoma osseo. La scienza non può nulla, la sostiene solo la sua grande fede. Per lenire i dolori lancinanti è necessaria la morfina. Dopo anni di lento calvario, finalmente nel 1981 il marito viene a conoscenza delle innumerevoli grazie e guarigioni che avvengono allo Scoglio. In lui si riaccende la speranza, così porta a Fratel Cosimo una fotografia della moglie. Questi gli risponde che la mano dell’uomo non può fare nulla, serve solo un miracolo, e precisa: «Se avrete un briciolo di fede, guarirà». Da allora Michele non perde mai l’appuntamento del mercoledì e del sabato, per la preghiera animata da Fratel Cosimo e dalla sua comunità, finché nel 1982 decide di condurvi anche la moglie sulla sedia a rotelle, malgrado le sofferenze che il viaggio le procura. Passano gli anni e la situazione non cambia. Michele, segnato dalla prova, inizia una relazione con un’altra donna e pensa al divorzio, ma quando torna da Fratel Cosimo e gli chiede una benedizione, lui gliela nega: «Non meritate nessuna benedizione – risponde – questa donna ve l’ha mandata Satana e dovete lasciarla. Se non lo farete, rovinerà voi e la vostra famiglia. La vostra povera moglie ne subirà in particolar modo le conseguenze. E tutti questi anni in cui siete venuto allo Scoglio, non vi gioveranno a nulla: non guarirà».
Allora Michele, facendosi coraggio, tronca la relazione e tra innumerevoli ostacoli, sofferenze e difficoltà, ogni settimana conduce Rita allo Scoglio. La donna è talmente grave che si teme la sua morte, ma Fratel Cosimo l’avverte: «Gesù vuole la vostra guarigione perché tanti cuori induriti ritornino a lui. Se voi accettate, ci sarà una grande lotta tra Gesù e Satana, anche se alla fine vinceremo noi. Satana ve ne combinerà di tutti i colori. Pregate e abbiate fede». Da quel momento il demonio si scatena. L’8 agosto 1988 Rita sta molto male, non mangia più e chiede di andare allo Scoglio, perché si sente chiamata dalla Madonna. Il marito inizialmente rifiuta, ma il 13 agosto acconsente. Il viaggio è infernale e i dolori lancinanti. Più volte Michele è tentato di riportarla indietro. Giunti presso lo Scoglio, Rita dice di vedere la Vergine Maria. Fratel Cosimo ne conferma la presenza e chiede all’ammalata: «Con quale intenzione siete venuta questa sera?» e lei risponde: «Se è possibile di ritornare a casa con i miei piedi».
«E pensate che Gesù possa fare questo?» prosegue. «Sì, solo Gesù può fare questo», afferma Rita convinta.
«Noi mettiamo la vostra fede alla prova. Se la vostra fede è forte, come voi dite, Gesù questa sera vi esaudirà».
Dopo queste parole, Fratel Cosimo prega su di lei e le dice: «In questo momento non sono io che ti parlo, ma è Gesù che ti ripete le stesse parole che ha detto al paralitico in Galilea: Alzati e cammina!».
Rita allora, sollevata da una forza misteriosa, inizia a camminare. Il marito vuole aiutarla, perché non si muove più da 13 anni e ha i muscoli atrofizzati. Teme che cada, ma Fratel Cosimo interviene: «Non la toccate, lasciate che Gesù compia la sua opera».
Rita scende i gradini, appoggia le mani sullo Scoglio delle apparizioni e prega. Poi risale la scalinata, entra nella cappella e sosta in preghiera davanti al quadro della Vergine Maria. Solo quando termina l’estasi, la donna si accorge del miracolo.
La notizia si diffonde rapidamente e la guarigione viene certificata dal suo medico curante. Oggi Rita, insieme a suo marito, è una volontaria dello Scoglio. Michele ricorda che ci sono voluti molti anni di fede, di sofferenza e preghiere, per strappare il miracolo, e esorta i pellegrini a coniugare la fede con la perseveranza: «Molti vengono qui una volta sola – afferma – pensando di tornare a casa guariti, e talvolta accade, ma non è sempre così. La nostra fede è stata messa a dura prova per anni, prima che il Signore ci concedesse la grazia».

## Il Quadro miracoloso e la storia dell’acqua

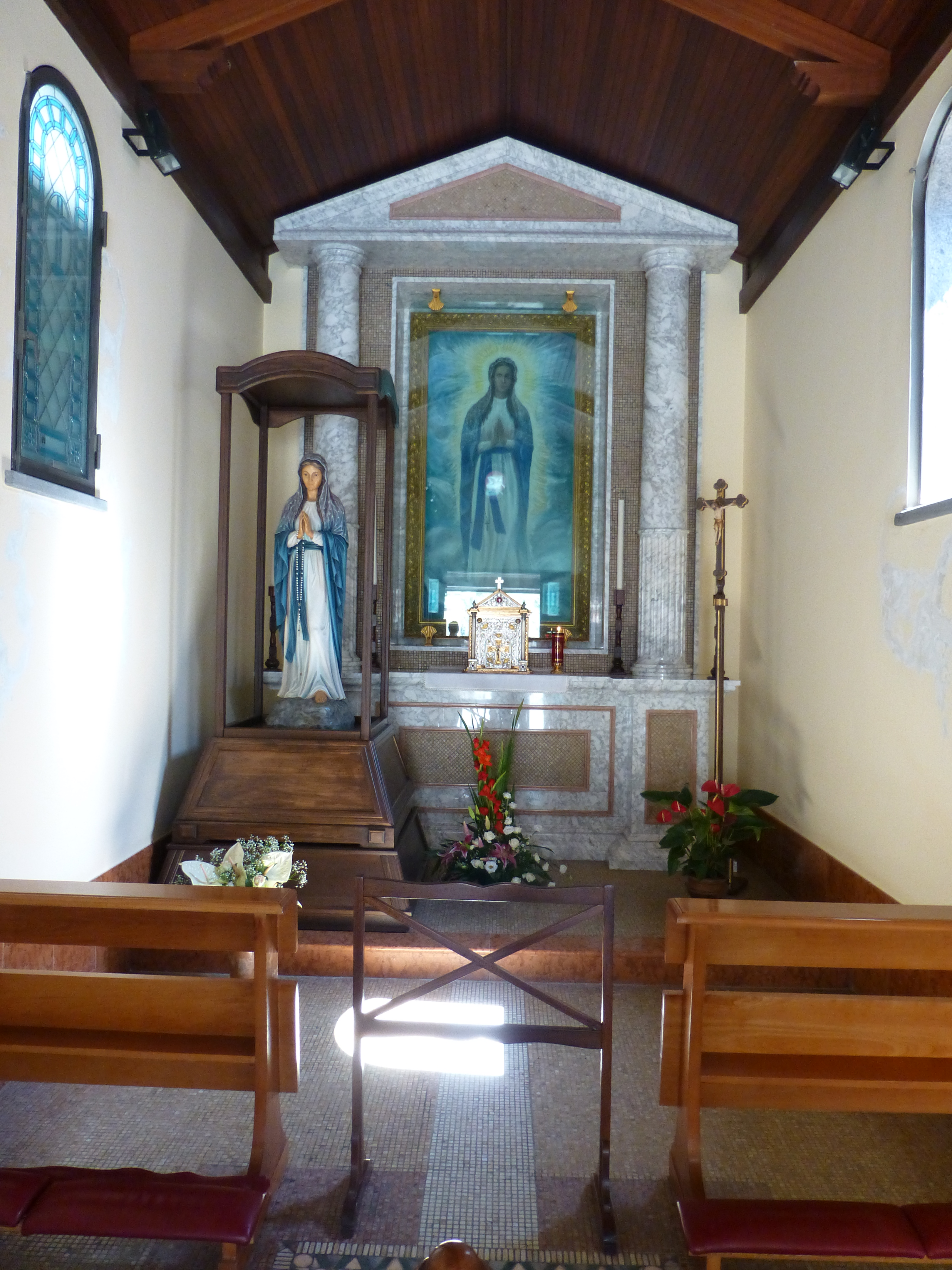
Interno della Cappella della Madonna dello Scoglio

La storia di questo Santuario è legata a doppio filo con quella di Fratel Cosimo. Infatti ha più volte ricevuto la visita della Santissima Vergine: la prima volta fu nel maggio del 1968, mentre Cosimo Fragomeni era intento nel portare agli animali del fieno. In quell'occasione la Madonna gli chiese di costruire sul luogo della sua apparizione una Cappella per permettere alle genti di pregare. Altre apparizioni si susseguirono, insieme ad eventi miracolosi, dopo la costruzione della cappella. Fratel Cosimo chiese ad un pittore di Caulonia, di nome Ilario Tarsitani, di dipingere un'immagine della Madonna secondo la sua visione. Si narra che il pittore abbia tentato più volte di dipingere il collo, ma la mano si bloccava. Come le volte precedenti Cosimo si presentò a casa del pittore per vedere l'avanzamento dei lavori: l'uomo questa volta in lacrime lo afferrò per il braccio e spiegò che l'immagine si era miracolosamente completata da sola e disse pertanto a Cosimo che voleva fare qualche perfezionamento, ma venne interrotto da quest'ultimo dicendo di lasciarla così come si trovava. In seguito Fratel Cosimo ebbe un'altra visione: da un punto del terreno sgorgava dell'acqua miracolosa, nell'ottobre del 2001, quando durante la messa sentì lo scroscio di acqua come quella di una cascata, anche una donna tra i fedeli ne udì il rumore. I lavori di scavo continuarono per un po' quando gli operai esclamarono di aver trovato l'acqua, i fedeli giunsero da ogni dove e anche Fratel Cosimo si recò, bevendo l'acqua ancora torbida, facendo come i pellegrini nella sua visione. Cosimo divenne terziario francescano il 17 gennaio 1987 e per circa 10 anni di fila ha ricevuto le visite della Vergine: si è sempre appuntato le sue parole e si premurò di consegnarle al parroco, ma purtroppo, dopo la morte di quest'ultimo, la maggior parte dei fogli non venne ritrovata.